# Acontia detritella
Acontia detritella är en fjärilsart som beskrevs av Embrik Strand 1917. Acontia detritella ingår i släktet Acontia och familjen nattflyn. Inga underarter finns listade i Catalogue of Life.